# Kagganagi, Khanapur
Kagganagi là một làng thuộc tehsil Khanapur, huyện Belgaum, bang Karnataka, Ấn Độ.